# 錫山区
錫山区（しゃくざん-く）は、中華人民共和国江蘇省無錫市に位置する市轄区。

## 歴史
1949年4月23日に無錫県より無錫市が分割設置された際の無錫県を前身とする。1983年より無錫市が無錫県を管轄するようになり、1995年6月、無錫県より改編され錫山市が設置された。2000年に錫山区と改編、無錫市の市轄区とされた。

## 行政区画
- 街道:東亭街道、安鎮街道、東北塘街道
- 鎮:羊尖鎮、鵝湖鎮、錫北鎮、東港鎮

- 鵝湖鎮は2006年に蕩口鎮と甘露鎮が統合されて成立した。無錫と蘇州の間に位置する鵝湖が地名の由来である。
- 蕩口鎮は2000年以前の歴史を有する鎮。近年の”江南水郷”の古鎮観光ブームの影響を受けて、2006年に古鎮建設プロジェクトが発足。2007年には江蘇省により古鎮として認定され今後の観光開発に期待される。